# Greta Van Fleet
Greta Van Fleet je americká rocková hudební skupina založená v roce 2012 ve městě Frankenmuth ve státě Michigan třemi bratry Kiszkovými. Tuto trojici doplnil bubeník Danny Wagner a v roce 2017 skupina na hudební scéně debutovala extended playem Black Smoke Rising. To bylo vydáno pod záštitou hudebních vydavatelství Lava Records a Republic Records a vzbudilo velký ohlas mezi hudebními kritiky. Ještě téhož roku skupina vydala další nahrávku From the Fires prezentovanou jako „dvojEP“, které sestávalo z Black Smoke Rising a čtyř dalších písní. Během roku 2018 proběhlo headline turné po Severní Americe, skupina zároveň na podzim vydala debutové album Anthem of the Peaceful Army.
Ve svých písních se Greta Van Fleet hudebně inspirují především u kapel, jako jsou Led Zeppelin, Queen, Aerosmith nebo Whitesnake.

## Sestava
- Josh Kiszka – zpěv
- Jake Kiszka – kytara
- Sam Kiszka – basová kytara
- Danny Wagner – bicí

Bývalí členové
- Kyle Hauck – bicí (2012–2013)

## Diskografie
- Anthem of the Peaceful Army (2018)
- The Battle at Garden's Gate (2021)
- Starcatcher (2023)

EP
- Black Smoke Rising (2017)
- From the Fires (2017)